# Ermengarda da Toscana
Ermengarda ou Hermengarda da Toscana (c. 901 -931/2) foi uma nobre italiana medieval. Ela era filha de Berta de Lotaríngia e Adalberto II, marquês da Toscana.

## Casamento
Ermengarda casou-se com Adalberto I de Ivrea, da dinastia anscárida por volta de 914/5. O casal teve um filho, Anscar de Espoleto.